# 楊氏艷迴木蟲
楊氏艷迴木蟲（学名：Platycrepis yangi）为擬步行蟲科窄甲蟲亞科的一種，為台灣特有種，分布於低中海拔的山區。

## 辨識特徵
觸角呈鞭狀。六肢呈紅褐色，跗節寬大，邊緣密布黃色細毛。身體呈長橢圓形，鞘翅呈黑褐色且略呈酒紅色，上面有明顯的縱向溝紋。體長約 1.2 至 1.4 公分。

## 生態習性
屬夜行性（白天躲藏於竹子內）；通常棲息於氣候潮濕的竹林（尤其是枯死的竹子，同時也棲息於人造物上，如竹籬笆），平時棲息在樹幹上，偶爾才會在地表活動。